# Bezirk Brixen
Der Bezirk Brixen war ein Politischer Bezirk in der Gefürsteten Grafschaft Tirol. Der Bezirk umfasste Gebiete im östlichen Südtirol. Sitz der Bezirkshauptmannschaft war die Gemeinde Brixen. Das Gebiet wurde nach dem Ersten Weltkrieg Italien zugeschlagen.

## Geschichte
Die modernen, politischen Bezirke der Habsburgermonarchie wurden 1868 im Zuge der Trennung der politischen von der judikativen Verwaltung geschaffen.
Der Bezirk Brixen wurde dabei 1868 aus den zwei Gerichtsbezirken Brixen und Sterzing gebildet.
Im Bezirk Brixen lebten 1869 25.186 Personen, wobei der Bezirk 4069 Häuser beherbergte und 20,9 Quadratmeilen umfasste.
Der Bezirk Brixen umfasste 1910 eine Fläche von 1202,89 km² und beherbergte eine Bevölkerung von 30.365 Personen, davon hatten 28.750 Deutsch, 413 Italienisch oder Ladinisch und 1.202 eine andere Sprache als Umgangssprache angegeben oder waren Staatsfremde. Der Bezirk bestand aus zwei Gerichtsbezirken mit 38 Gemeinden.
Durch die Grenzbestimmungen des am 10. September 1919 abgeschlossenen Vertrages von Saint-Germain wurde der Bezirk Brixen fast zur Gänze Italien zugeschlagen. Lediglich die nördlich der neuen Grenze verbliebenen Teile der Gemeinden Brenner und Pfitsch blieben bei Österreich und wurden der Gemeinde Gries am Brenner bzw. Finkenberg eingegliedert.

## Gemeinden
Der Bezirk Brixen umfasste Ende Oktober 1916 die 38 Gemeinden Afers, Albeins, Brenner, Brixen, Mauls, Stilfes, Trens, Gossensaß, Jaufenthal, Lüsen, Mareit, Meransen, Milland-Sarns, Mittewald, Mühlbach, Natz, Neustift, Niedervintl, Pfeffersberg, Pfitsch, Pflersch, Pfunders, Ratschings, Telfes, Ridnaun, Ried, Rodeneck, Schabs, Schalders, Spinges, St. Andrä, Sterzing, Tschöfs, Thuins, Vahrn, Vals, Weitenthal und Wiesen.